# Thaddeus Shideler
Thaddeus Rutter « Thad » Shideler (né le 17 octobre 1883 à Marion et décédé le 22 juin 1966 à Collbran) est un athlète américain spécialiste du 110 mètres haies. Son club était le Chicago Athletic Association.

## Biographie

### Palmarès
| Date | Compétition           | Lieu        | Résultat | Performance |
| ---- | --------------------- | ----------- | -------- | ----------- |
| 1904 | Jeux olympiques d'été | Saint-Louis | 2e       | 16 s 3      |

### Records
| Épreuve         | Performance | Lieu | Date |
| --------------- | ----------- | ---- | ---- |
| 120 yards haies | 15 s 0      |      | 1904 |